# Yangambi
Yangambi este un oraș în  provincia Haut-Congo, Republica Democrată Congo. În 2012 avea o populație de 42 353 de locuitori, iar în 2004 avea 35 859.